# Ansano di Andrea di Bartolo
Ansaldo di Andrea di Bartolo (1421 – 1491) è stato un pittore italiano attivo a Siena nel XV secolo.

## Biografia
Dopo un breve periodo trascorso a Castiglione Olona, come assistente nella bottega di Masolino da Panicale, alla fine del 1430, tornò a Siena, dove nel 1440 si affermò rapidamente come uno degli artisti più progressisti della città. In quel periodo le avanguardie rinascimentali dei pittori senesi, guidate da Domenico di Bartolo e Lorenzo Vecchietta, assimilavano avidamente le innovazioni dei principali artisti fiorentini del primo Rinascimento. Seguendo le orme dei principali pittori e scultori fiorentini quali Masaccio, Masolino, Filippo Lippi, Lorenzo Ghiberti e Donatello, riformarono le tradizioni della pittura senese senza rompere con il passato. Questi artisti univano alle loro formule e invenzioni senesi tradizionali lo spirito rinascimentale e producevano immagini di grande sostanza fisica, con scene di maggiore empatia, e, nel caso degli affreschi del Pellegrinaio dell'Ospedale di Santa Maria della Scala di Siena, episodi incastonati in fantastici scenari architettonici, costruiti come espressioni eccentriche delle nuove regole della prospettiva acquisite all'interno di un mondo artistico di non minore eccentricità ispirato al mondo classico.